# Куп европских шампиона 1989/90.
Куп европских шампиона 1989/90. је било 35. издање Купа шампиона, најјачег европског клупског фудбалског такмичења. 
Финале је одиграно 23. маја 1990. на Пратер стадиону у Бечу, где је Милан са 1:0 победио Бенфику, и тако успео да одбрани трофеј из претходне сезоне и освоји укупно четврти трофеј Купа шампиона.
Ово је била пета узастопна сезона без енглеских клубова, услед забране коју су добили након трагедије на Хејселу 1985. године, тако да Арсенал, првак Енглеске из претходне сезоне, није могао да учествује.
Италија је једина имала два представника, поред Милана, освајача Купа шампиона из претходне сезоне, још је играо и милански Интер, првак Италије у претходној сезони.

## Прво коло
| Тим #1             | рез. | Тим #2                | прва утакмица | друга утакмица |
| ------------------ | ---- | --------------------- | ------------- | -------------- |
| Малме              | 2:1  | Интер Милано          | 1:0           | 1:1            |
| Розенборг          | 0:5  | Мехелен               | 0:0           | 0:5            |
| Милан              | 5:0  | Хелсинки              | 4:0           | 1:0            |
| Спора Луксембург   | 0:9  | Реал Мадрид           | 0:3           | 0:6            |
| Ренџерс            | 1:3  | Бајерн Минхен         | 1:3           | 0:0            |
| Слијема вондерерси | 1:5  | 17. новембар Тирана   | 1:0           | 0:5            |
| Стеауа Букурешт    | 5:0  | Фрам                  | 4:0           | 1:0            |
| ПСВ Ајндховен      | 5:0  | Луцерн                | 3:0           | 2:0            |
| Спарта Праг        | 5:2  | Фенербахче            | 3:1           | 2:1            |
| Рух Хожов          | 2:6  | ЦСКА Софија           | 1:1           | 1:5            |
| Олимпик Марсељ     | 4:1  | Брондби               | 3:0           | 1:1            |
| Динамо Дрезден     | 4:5  | АЕК Атина             | 1:0           | 3:5            |
| Хонвед             | 2:21 | Војводина             | 1:0           | 1:2            |
| Дери сити          | 1:6  | Бенфика               | 1:2           | 0:4            |
| Линфилд            | 1:3  | Дњепро Дњепропетровск | 1:2           | 0:1            |
| Сваровски Тирол    | 9:2  | Омонија               | 6:0           | 3:2            |

1 Хонвед се пласирао у осмину финала по правилу више голова постигнутих у гостима.

## Осмина финала
| Тим #1                | рез. | Тим #2              | прва утакмица | друга утакмица |
| --------------------- | ---- | ------------------- | ------------- | -------------- |
| Малме                 | 1:4  | Мехелен             | 0:0           | 1:4            |
| Милан                 | 2:1  | Реал Мадрид         | 2:0           | 0:1            |
| Бајерн Минхен         | 6:1  | 17. новембар Тирана | 3:1           | 3:0            |
| Стеауа Букурешт       | 2:5  | ПСВ Ајндховен       | 1:0           | 1:5            |
| Спарта Праг           | 2:5  | ЦСКА Софија         | 2:2           | 0:3            |
| Олимпик Марсељ        | 3:1  | АЕК Атина           | 2:0           | 1:1            |
| Хонвед                | 0:9  | Бенфика             | 0:2           | 0:7            |
| Дњепро Дњепропетровск | 4:2  | Сваровски Тирол     | 2:0           | 2:2            |

## Четвртфинале
| Тим #1        | рез. | Тим #2                | прва утакмица | друга утакмица |
| ------------- | ---- | --------------------- | ------------- | -------------- |
| Мехелен       | 0:2  | Милан                 | 0:0           | 0:2 (прод.)    |
| Бајерн Минхен | 3:1  | ПСВ Ајндховен         | 2:1           | 1:0            |
| ЦСКА Софија   | 1:4  | Олимпик Марсељ        | 0:1           | 1:3            |
| Бенфика       | 4:0  | Дњепро Дњепропетровск | 1:0           | 3:0            |

## Полуфинале
| Тим #1         | рез. | Тим #2        | прва утакмица | друга утакмица |
| -------------- | ---- | ------------- | ------------- | -------------- |
| Милан          | 2:21 | Бајерн Минхен | 1:0           | 1:2 (прод.)    |
| Олимпик Марсељ | 2:22 | Бенфика       | 2:1           | 0:1            |

1 Милан се пласирао у финале по правилу више голова постигнутих у гостима.
2 Бенфика се пласирала у финале по правилу више голова постигнутих у гостима.

## Финале
| Милан       | 1 – 0 | Бенфика |
| ----------- | ----- | ------- |
| Рајкард 68’ |       |         |

| Победник Лиге шампиона 1989/90. |
| ------------------------------- |
| ФК Милан 4. титула              |

## Најбољи стрелци
| Поз. | Играч               | Клуб                  | Голова |
| ---- | ------------------- | --------------------- | ------ |
| 1    | Жан-Пјер Папен      | Олимпик Марсељ        | 6      |
| 1    | Ромарио             | ПСВ Ајндховен         | 6      |
| 3    | Матс Магнусон       | Бенфика               | 4      |
| 3    | Петер Пакулт        | Сваровски Тирол       | 4      |
| 3    | Вата                | Бенфика               | 4      |
| 6    | Џон Босман          | Мехелен               | 3      |
| 6    | Јул Елерман         | ПСВ Ајндховен         | 3      |
| 6    | Лима                | Бенфика               | 3      |
| 6    | Рикардо Гомес       | Бенфика               | 3      |
| 6    | Франк Созе          | Олимпик Марсељ        | 3      |
| 6    | Едуард Сон          | Дњепро Дњепропетровск | 3      |
| 6    | Христо Стоичков     | ЦСКА Софија           | 3      |
| 6    | Марко ван Бастен    | Милан                 | 3      |
| 6    | Кристоф Вестерталер | Сваровски Тирол       | 3      |